# Llata (distrito)
O Distrito peruano de Llata é um dos onze distritos que formam a Província de Huamalíes, situada no Departamento de Huánuco, pertencente a Região Huánuco, na zona central do Peru.

## Transporte
O distrito de LLata é servido pela seguinte rodovia:
- HU-103, que liga a cidade ao distrito de Singa
- HU-102, que liga a cidade ao distrito de Pachas [1][2][3]